# L'Agent Jean !
 (novembre 2018).
Pour les articles homonymes, voir Jean.
L'Agent Jean ! est une série de bandes dessinées jeunesse du Québécois Alex A. publiée par Presses Aventure. Inspirée de James Bond, « cette série humoristique raconte les aventures de Jean, un agent gaffeur mais doué, qui travaille à l’Agence ». Une série de dessins animés inspirée des bandes dessinées est également diffusée en français en Ontario sur TFO, au Québec sur TOU.TV et en anglais dans le reste du Canada sur CBC Television.

## Synopsis
Dans un monde où foisonnent les criminels, les terroristes et les complots gouvernementaux, un petit groupe de personnes contrôle une organisation ultra-gigasecrète tout simplement nommée l'Agence. Cette organisation légendaire regroupe les plus grands génies et ceux-ci ont pour mission de protéger notre monde. Cependant, une anomalie vient de se produire... Un agent surdoué, mais aux méthodes insolites, s'apprête à faire son entrée. Son nom : Jean. Il fera basculer l'équilibre mondial.

## Albums
La série est divisée en deux saisons. La saison 2 se passe plusieurs années après la fin de la saison 1 mais n’est pas une vraie suite. Malgré ça l’auteur affirme au début du tome 1 de la saison 2 que l’histoire se passant entre les deux saisons va paraître un jour.

### Saison 1
1. Le Cerveau de l'apocalypse (septembre 2011)
2. La Formule V (avril 2012)
3. Opération Moignons (octobre 2012)
4. La Prophétie des quatre (mars 2013)
5. Le Frigo temporel (octobre 2013)
6. Un mouton dans la tête (mars 2014)
7. L'Ultime Symbole Absolu (septembre 2014)
8. Le Castor à jamais (mai 2015)

### Hors-série
- Les Dossiers secrets de Moignons (novembre 2015)
- La Nuit de la fin des temps (Octobre 2019)

### Saison 2
1. Épopée virtuelle (avril 2016)
2. La Nanodimension (avril 2017)
3. L’ADN de l’impossible (avril 2018)
4. Défragmentation (juillet 2020)
5. La grande fusion (novembre 2021)

### Autres
- Les Plans diaboliques du Castor (novembre 2018) coffret avec un livre et une figurine de l'Agent Jean.
- Les révélations de WXT (novembre 2019) coffret avec un livre et une figurine de WXT.
- Les Mémoires numériques de Gabriel Lobe (novembre 2020) coffret avec un livre et une figurine de Gabriel Lobe.
- Changer le monde selon Bulle (8 février 2021) coffret avec un livre et une figurine de Bulle.

## Personnages

### Les agents
- Jean (cerf) : Héros de la série. Plus l'histoire se développe, plus on en apprend sur ses véritables origines. Son nom complet est Jean Bon.
- Martha (vache) : Chef de l'Édifice A. Sérieuse, professionnelle et surtout passionnée, elle s'assure de la protection de son secteur, le Premier Continent.
- Monsieur Moignons (chien) : Responsable de la formation des agents à l'Édifice A. Il a du renoncer à ses fonctions d'agent à la suite de la perte de ses mains.
- WXT (reptile) : Agent musclé et prétentieux. Sa jalousie envers Jean le poussera à démissionner dans le tome 7, pour ensuite revenir dans le tome 8. Bien que l’auteur prononce son nom W.X.T., il laisse la possibilité au lecteurs de le prononcer comme ils veulent.
- Henry B. Belton (grenouille) : Scientifique en chef. Après avoir perdu son cerveau pour la deuxième fois, on lui a greffé un cerveau artificiel.
- Al (tortue) : Ancien scientifique en chef. Centenaire, il a pris sa retraite pour aller enseigner le parachutisme extrême dans les plages du Premier Continent.
- Billy (ver de terre) : Informaticien, Responsable de la sécurité et expert en informatique, Billy préfère toutefois faire des blagues plutôt que de travailler, d’où sa grande affinité avec l’Agent Jean. Il est aussi champion de jeux vidéo! Débrouillard et polyvalent, Il est probablement le 3e plus intelligent de l'Agence malgré un QI de 184! Classé 3e au rang d'intelligence de l'agence après Henry B.Belton et Julien-Christophe.
- Gérard alias le cochon volant (cochon) : Chef de l'Édifice F sur les Terres Jaunes. Il était le pilote du Cheval d'Or. Il est mort dans l'Explosion de L'Édifice A dans le Tome 7.
- Conrad alias le singe atomique (singe) : Compagnon scientifique de Gérard. Il était l'homme à tout faire du Cheval d'Or.
- Docteur Julius (requin) : Psychologue. On le croyait mort, mais il est retrouvé dans le tome 3 dans les ruines de l'ancien Édifice C. Il est mort dans l'Explosion de L'Édifice A dans le Tome 7
- Hylda (hippopotame) : Cheffe de l'Édifice C. Elle faisait partie du Clan des Frangines avec Martha et Cassandra.
- Polo (escargot) : Informaticien de l'Édifice C. Il est mort dans l'Explosion de L'Édifice A dans le Tome 7
- Floppy (ours polaire) : Informaticien de l'Édifice K. Il a perdu ses jambes dans le tome 3 . Il est mort dans l'Explosion de L'Édifice A dans le Tome 7
- Choupette (panda) : Agent de l'Édifice K. Il était l'un des meilleurs éléments de l'Agence, mais durant une mission, il subit un important traumatisme. Il porterait une arme très puissant dans son nœud papillon. Ce personnage fut créé à partir d'un concours de l'auteur.
- Théodore alias l'Agent S (cerf) : Agent légendaire il laisse cette place à son *fils*. Dans le tome 4, on le croit de retour mais il a en fait été remplacé par un robot. Il est donc bel et bien mort.
- Noé (coq) : Spécialiste en arts martiaux et en mythes et légendes. Il a l'habitude de s'introduire par surprise dans une conversation, avec un ton poétique et obscur. Il aime séduire des filles.
- Bulle (éléphant rose) : Fille du président Tibérius. De nature rebelle, depuis qu'elle est devenue agente dans le tome 5, elle aime Jean.
- EVA (robot) : Assistant médical robotique créé par Henry dans le tome 7. Après avoir perdu son corps matériel, elle est devenue un hologramme. Malgré son manque d'intérêt et d'empathie, elle aime jouer des tours et défier l'autorité.
- Les Jumeaux Crabus (crabes) : Deux agents aquatique experts en art martiaux qui apparaissent dans le Tome 3 Ils sont morts dans l'Explosion de L'Édifice A dans le Tome 7.
- Arthur (hibou) : Chef de l'Édifice B. Doyen de l'Agence, il s'est présenté aux élections présidentielles, mais a été battu par Tibérius. Il est mort dans l'Explosion de L'Édifice A dans le Tome 7
- Archimède Plasma (fluidimorphe-cryoplasmique) : Chef de l'Édifice K. Il ressemble à un cube de glace avec des yeux, mais lorsqu’il est dans un lieu plus chaud, il ressemble à une flaque d’eau avec des yeux. Il est mort dans l'Explosion de L'Édifice A dans le Tome 7
- Perle (morse) : Cheffe l'Édifice D. Elle est experte en archéologie et linguistique. Il est mort dans l'Explosion de L'Édifice A dans le Tome 7.
- Roberta (limace) : Cheffe de l'Édifice F. C'est aussi la mère de Polo. Il est mort dans l'Explosion de L'Édifice A dans le Tome 7
- Myrna (zèbre) : Cheffe de l'Édifice M. Devenue trop âgée et malade, elle s'est fait transplanter la conscience dans un autre corps. Elle est morte dans l'Explosion de L'Édifice A dans le Tome 7.
- Néziel (serpent) : Chef de l'Édifice S. Il est biochimiste et météorologue expérimental. Il est mort dans l'Explosion de L'Édifice A dans le Tome 7.
- Théresa (oiseau) : Cheffe de l'Édifice T. Elle est la dernière admise au Conseil des douze, la plus jeune agente à atteindre ce grade. C'est aussi la nièce d'Arthur. Elle est morte dans l'Explosion de L'Édifice A dans le Tome 7.
- Ubalda (mucosiphile) : Cheffe de l'Édifice W. Il est mort dans l'Explosion de L'Édifice A dans le Tome 7.
- Nom Inconnu (extraterrestre) : Chef de l'Édifice X se situant dans l'espace.
- Le fondateur: Créé par la Déesse Luceta, il est porté disparu. Il aurait été le fondateur de l’Agence. Son identité est encore inconnue.

### Les vilains
- Le Castor (castor) : Ennemi suprême de l'Agence, classé au rang 0,5. Il est capable d'élaborer patiemment et méticuleusement des plans diaboliques. Le Castor prend plaisir à voir les gens souffrir et adore relever des défis impossibles. Le criminel le plus imprévisible auquel l'Agence ait jamais eu à se mesurer. Il est en prison dans l'Édifice Zéro.
- Farine (rat de laboratoire) : Biologiste instable et fou à lier. Il est obsédé de créer l'être ultime à partir de parties du corps de personnes exceptionnelles. Il est le criminel le plus amical mais aussi le plus instable!
- Gabriel Lobe (mouton) : informaticien. Il est le président de Lobe International. Il conçoit l'Intra-neuronal 3000 (renommé Lobulo), une invention servant à s'infiltrer dans l'esprit des gens dans le but d'unir le monde en une seule et même conscience. Il a sacrifié son corps physique pour devenir un esprit virtuel. Ennemi suprême de Billy.
- Tibérius (éléphant rose) : Président du Premier Continent. Il considère l'Agence comme un danger public. Il en est jaloux car l'Agence est la seule organisation qui soit plus puissante que son gouvernement. Sa fille Bulle s'est rebellée contre lui et a rejoint l'Agence.
- Crémeux (ourson) : Fils de Conrad. Prenant la planète comme un grand terrain de jeu, Il aime jouer à être un grand scientifique qui détruit la terre. Personne ne sait pourquoi il n'est pas un singe comme son père Conrad.
- Cassandra (vache) : Ancienne agente et cheffe de l'Édifice Z. Elle faisait partie du Clan des Frangines avec Martha et Hylda. Convaincu par le Castor, elle finit par trahir les siens et de revenir des années plus tard avec sa propre cellule terroriste. Elle prétend avoir des pouvoirs de divination.
- Colère (cheval) : Fils de Cassandra. C'est un clone du cheval mythique du dieu Colbert. Ayant manqué d'oxygène à la naissance, il ne fait que dire « ARGHEU ». Cassandra le voit comme un fils divin, promis à une destinée grandiose.
- Hostilia (lapin) : Généticienne spécialisé en clonage. Elle a été aux services du Castor et de Cassandra. Avec l'ADN d'Alain la Banane, elle a créé une armée de bananes sanguinaires.
- Alain la Banane (Banane) : Créature mythique des terres rouges. En plus d'être une excellente source de potassium, il a fait partie du groupe de Cassandra et a donné son ADN pour la création des bananes sanguinaires.
- Julien-Christophe (cerveau) : Cerveau de Henry B. Belton. Si Henry est un génie, son cerveau est un psychopathe. Quand Farine a ouvert la boîte crânienne d'Henry, Julien-Christophe en a profité pour s'enfuir et terroriser le monde. Dans la saison 2, il est enfermé dans un bocal dans le laboratoire d’Henry, puis enfermé dans l'édifice Zéro dans le tome 4 S.2.

### Les autres
- Ultra-Jean (une copie de Jean fait de matière mauve)
- Byzantin（œil géant mutant appartenant à Conrad)
- Tite Plante (une petite plante verte qui parle)
- Entité Jaune (un être constitué de lumière liquide)
- Jérémie
- Mini-Jean
- Mini-Bulle
- Le Fondateur

## Chronologie de la Terre A
Toutes les séries de l’auteur se passent dans le même univers.
- -4,5 milliards : Création de l’univers par Dieu ; apparition du Grand A
- -200 000 : Apparition de la prophétie des quatre ; voyage temporel de Jean, Bulle et l'Entité dans la société des éléphants bleus et des girafes
- -100 000 : Fondation de l'Agence(Le fondateur de l'Agence est Casper. Il apparaît dans le tome 2 S.1, Tome 3 S.1, Tome 5 S.1, Tome 6 S.1.
- -98 : naissance d'Al ou Ale
- -16 : naissance de Henry
- -9 : naissance de l'Agent WXT
- 0 : explosion de l'édifice Z ; disparition de l'Agent S et de Castor ; naissance de l’Agent Jean
- 3 : Une créature de Farine enlève les mains de Moignons
- 11 : WXT devient agent officiel
- 20 : Début de la saison 1 de L'agent Jean

## Adaptation télévisuelle
La série a été adaptée au format télé en mini-épisodes de 90 secondes, puis en épisodes de 7 minutes. Elle est diffusée sur la chaîne et le site web de TFO, sur le site de la Zone Jeunesse d'ICI Radio-Canada Télé, sur ICI TOU.TV et son adaptation anglaise est diffusée sur le réseau CBC.
La série a obtenu quatre années consécutives le prix de la meilleure série d'animation (2019 à 2022) lors des 34e, 35e, 36e et 37e éditions des Prix Gémeaux.

### Dates de sortie
- avril 2018 : 10 épisodes
- décembre 2018 : 5 épisodes et un spécial de Noël de 7 minutes

### Distribution
- Pier-Luc Funk : Jean
- Sarah-Jeanne Labrosse : Bulle
- France Castel : Martha
- Martin Watier : Moignons et WXT
- Hugolin Chevrette : Farine, Gabriel Lobe et Holus
- Manuel Tadros : Tibérius
- Bernard Fortin : Henry B. Belton et Julien-Christophe
- Adib Alkhalidey : Billy

 Source et légende : version québécoise (VQ) sur Doublage.qc.ca

## Critiques
« L’un des beaux succès de la bande dessinée québécoise au cours des dernières années est très certainement la série L’Agent Jean ! destinée d’abord aux jeunes âgés de 8 à 14 ans. Publiée par Presses Aventure, la série en question a, en effet, maintes fois été listée aux palmarès des ventes, comme en font foi les sept premiers tomes imprimés à plus de 200 000 exemplaires à ce jour. »

— Benoît Bilodeau, L'Agent Jean : L'ultime symbole absolu, dans Nord Info et Voix des Mille-Iles, le 18 novembre 2014.

« Les jeunes lecteurs retrouveront ici, une nouvelle fois, une aventure à la fois rigolote et remplie de rebondissements, car, avec l’Agent Jean, difficile de savoir comment une mission peut se terminer. [...] Si la série s’adresse d’abord aux jeunes garçons âgés de 8 ans et plus, elle saura intéresser les jeunes lectrices et, pourquoi pas ?, les adultes ! »

— Benoît Bilodeau, L'Agent Jean !, dans L'Éveil et La Concorde, le 27 mai 2014.

« Je suis un fan fini de cette série. L'agent Jean, c'est comme si Bob l'éponge était James Bond. C'est un personnage candide et naïf qui n'a  [sic] l'air bon à rien, mais il sauve des vies, il voyage dans le temps et fait des explosions partout. Les histoires sont loufoques, mais pleines de références aux films d'espionnage ou à d'autres bandes dessinées ou comics du genre. C'est vraiment chouette ! »

— Laurent Boutin, Les meilleures BD jeunesse de 2013, sur canoe.ca, le 16 décembre 2013.

« Sa BD L'agent Jean, lancée en 2011 et dont le septième tome est sorti cet automne, est le succès-surprise de l'édition québécoise des dernières années. “C'est fou, confirme son éditrice au groupe Modus, Marie-Ève Labelle. À chaque nouveau tome, il est en tête des palmarès des ventes.” »

— Josée Lapointe, Rock stars littéraires, dans La Presse, le 21 novembre 2014.

« L’Agent Jean, vous connaissez ? Si vos enfants lisent des bandes dessinées, il y a fort à parier pour que cette série jeunesse québécoise soit l’une de leurs préférées. Et pour cause. Car une fois plongé dans les hilarantes et improbables aventures de l’agent secret simplet, dont on se demande comment il arrive à sauver le monde à chaque album, impossible d’en décrocher. Tant pour les petits que les grands. Imaginée par le dynamique Alex A., cette série est un véritable phénomène éditorial sans précédent dans l’univers de la bande dessinée jeunesse nationale. Sept albums publiés en seulement 3 ans, plus de 200 000 exemplaires imprimées, une omniprésence dans les palmarès de ventes en librairie, autant de statistiques qui font plaisir à voir. Et chose assez rare, l’auteur vit de son art. »

— Jean-Dominic Leduc, Succès Québécois, sur Viva, le 10 octobre 2014.

## Séries dérivées
- Les Expériences de Mini-Jean
- L'univers est un ninja (2016–)